# فرانك باروز
فرانك باروز (بالإنجليزية: Frank Barrows)‏ هو لاعب كرة قاعدة أمريكي، ولد في 22 أكتوبر 1844 في هدسن في الولايات المتحدة، وتوفي في 6 فبراير 1922 في فيتشبورغ في الولايات المتحدة.

## وصلات خارجية
- فرانك باروز على موقعبيزبول رفرنس.كوم (الدوري الرئيسي) (الإنجليزية)